# Biltog
Biltog, från fornsvenska biltugher, är ett straff i den svenska rättshistorien, som innebar att den dömde var fredlös i hela riket, varigenom vem som helst kunde döda honom. Straffet utdömdes för brott mot edsöre, och var mildare än dödsstraff eftersom det fanns möjlighet till förlikning. Biltoghet utdömdes som dom i tingen.

## Beskrivning och historik
Biltog var från medeltiden en straffsats för allvarliga brott, som i dokument skrivna på latin kallas proskription, och utdömdes som straff i alla landskapslagar, med olika namn (i Gutalagen talas om fredlöshet). Alsnö stadga föreskrev i artikel 2 att biltoghet och landsförvisning skulle utdömas vid dråp på någon annans gård eller i kyrkan eller tinget, brott mot förlikning, våldtäkt, lemlästning, eller om någon grep en man för en annan mans gärning, det vill säga edsörebrott. Enligt Magnus Erikssons landslag kunde endast myndiga män dömas biltoga, och inte kvinnor eller barn. Den biltoge skulle dessutom betala böter till målsäganden och kungen, och han förlorade alla sina egendomar och sin arvsrätt.
Sålunda skulle den biltoges lösa gods, sedan hans skulder blivit betalda, skiftas mellan jordägaren, kungen och häradet. Arvejord kunde såsom ättens tillhörighet inte förverkas utan övergick till en släkting. Avkastningen av annan fast egendom än arvejord skulle först användas till att betala av skulder, och därefter utdelas till de fattiga samt till kyrkor och kloster. Den biltoge fick inte ta arv, inte genom testamente motta eller bortge egendom och inte vittna. Ingen fick ge honom föda eller husrum eller värja honom; blev han dräpt, fick han ligga ogill, enligt artikel 2 i Alsnö stadga. Den biltoge hade fri lejd ut ur trakten, så att denne skulle undkomma den första hämnden och inte omedelbart bli ihjälslagen. Genom bergsfriden kunde den biltoge få asyl i bergslagerna mot att denne enligt bergsprivilegierna hade arbetsplikt vid bergsbruket (dock hade biltoga täkterätt). I annat fall bestod biltogheten tills målsäganden bett om hans frid inför kungen, vars nåd följaktligen inte var ovillkorlig beträffande biltoga.
Det finns flera bevarade rättsfall där biltoghet utdömts. År 1376 dömde till exempel Bo Jonsson (Grip) 14 män biltoga för att de brutit husfriden hos en bonde och slagit denne, hans hustru och tjänare blodiga. Det finns också flera bevarade exempel på när biltogamål gjorts upp med böter, så 1373 när riddaren Vicke van Vitzen kvitterade en biltog mans böter sedan denne begått biltogabrott mot en man Gumme och medverkat i att bränna upp Vimmerby. Den dömde kallades efter de godtagna böterna för "ärlikin man" som förnöjt målsäganden "ty at han thet mik bättrat hafuer". Biltoghet och fredlöshet kunde utdömas i samma mål. Vid ett brottmål 1369 på mordet på Sigge i Medalby dömdes en bror fredlös för dråp, och en annan bror biltog för att han med sin hämnd brutit förlikning och därmed brutit mot edsöret.
I landskapslagarna kunde inte kvinnor och barn per definition bryta edsöret, men detta ändrades och finns nämnt i 1734 års lag. Dock hade edsöresbrott upphört att straffas med biltoghet. Biltogheten som straff fanns dock kvar i 1734 års lag, som stadgade att den biltoge och dennes barn som avlats under biltogheten förverkat arvsrätten till släktingars förmån, men att om han fått frid återfått arvsrätten. Barn födda innan biltogheten ägde dock arvsrätt. Enligt 1734 års lag kunde man dömas till biltoghet under viss tid. Biltoghet nämns inte i efterföljande strafflagar, och kan därmed för Sveriges del ha avskaffats med införandet av 1864 års strafflag.
Vid sidan av biltoghet kunde kyrkoherden tillsammans med biskopen döma till bannlysning, vilket var den religiösa motsvarigheten.